# Heterophyllaea
Heterophyllaea là một chi thực vật có hoa trong họ Thiến thảo (Rubiaceae).

## Loài
Chi Heterophyllaea gồm các loài: